# Kultura Chañapata
Kultura Chañapata – jedna z kultur andyjskich okresu formacyjnego. Powstała w południowym paśmie górskim w Peru. Odnaleziona ceramika to naczynia o gładzonych ściankach, czarne lub czerwone. Zdobione nacinanymi motywami geometrycznymi i zoomorficznymi. Oprócz naczyń: misek, talerzy znaleziono figurki postaci ludzkich. W miejscach pochówku nie odnaleziono darów pogrzebowych. 